# Port Esportiu de les Fonts
El Port Esportiu de les Fonts se situa en el municipi valencià d'Alcalà de Xivert, al Baix Maestrat.
En 1985 es va construir el port esportiu, i formant part d'ell, un poblat mariner, en terrenys guanyats al mar, el qual també compta amb amarratges propis per als apartaments de la planta baixa.

## Característiques generals
- Superfícies:
  - Terrestre: 29.911 m²
  - Infraestructures d'abric: 746 m
  - Aigua abrigada: 32.874 m²
- Calat:
  - De la bocana: 4 - 4,5 m
  - Dels molls: 4 - 5 m
  - Mínim: 2 m
- Longitud dels molls: 248 m
- Canal VHF: 9
- Llums de la bocana: OcV4s4M - GpD(4)14s4M

## Serveis a l'embarcació
- Nombre d'amarratges: 275
- Grua fixa: 8 tn
- Eslora màxima: 20 m
- Àrea de carenador: 12.042 m²
- Hivernatge: 187 m²
- Enllumenat / Electricitat, aigua potable, moll d'espera, rampa, reparació i manteniment, combustible, varador.

## Serveis generals
- Recollida d'escombraries, primers auxilis, informació meteorològica, bar, restaurant, farmàcia, banc.

## Activitats esportives
El seu club nàutic organitza regates i promociona activitats nàutiques com creuer, motonàutica i pesca. Alberga les instal·lacions d'una escola de vela homologada: Club de Vela Alcossebre, en la qual s'imparteixen cursos de creuer i vela lleugera.

## Distàncies a ports propers
- Port de Peníscola: 8,6 mn
- Port d'Orpesa: 13,5 mn